# 栗栖天山
栗栖 天山（くるす てんざん、天保10年8月10日（1839年9月17日） - 慶応2年12月9日（1867年1月14日））は、日本の武士・儒学者・岩国藩士。名を靖、通称平次郎、字は子共、号は天山。

## 生涯
天保10年（1839年）8月10日、周防国岩国に生まれる。江戸の昌平黌で学び、慶応元年（1865年）3月、藩校養老館の助教に任用される。慶応2年（1866年）、同じく養老館の助教であった東沢瀉と共に、勤王の必死組（のち精義隊）を組織する。が、隊士の粗暴な挙動の責をとわれ、同年11月17日、沢瀉と共に柱島へ流罪となる。その後脱島し、所思を訴えるが同士の賛同を得られず、同年12月9日自害。なお、沢瀉はそのまま柱島に留まり、明治2年（1869年）秋、戊辰戦争での精義隊の活躍もあり赦された。
明治44年（1911年）、正五位を追贈された。

## 三士誠忠碑
東沢瀉、栗栖天山、南部五竹を岩国では三士と称する。彼らの活躍を後世に伝えるべく、明治25年（1892年）藩公および旧藩有志により、吉香神社境内に三士誠忠之碑が建立された。